# Li Kuo Fu
Li Kuo Fu ( o Li-kuo Fu) ( n. 1934 ) es un botánico, y profesor chino. Ha trabajado extensamente en el "Instituto de Botánica" de la Academia China de las Ciencias, Pekín. Es autor de innumerables tratados de la flora china, como Libro de Datos Rojos (741 pp., ISBN 1-880132-04-4) de especies raras y amenazadas, en los 1990s.
Posee un registro de 132  identificaciones y clasificaciones de nuevas especies, fundamentalmente de las familias Cupressaceae, Pinaceae, Cycadaceae, Taxaceae y Ulmaceae.

## Algunas publicaciones
- Ulmaceae, (coautoría com Xin, Y. & Whittemore, A.) en Wu, Z. & Raven, P. Eds. Flora de China, Vol. 5 (Ulmaceae a Basellaceae), 2002, Science Press, Pekín, y Missouri Botanical Garden Press, St. Louis, USA

- La abreviatura «L.K.Fu» se emplea para indicar a Li Kuo Fu como autoridad en la descripción y clasificación científica de los vegetales.[1]